# Mentális nyelv
A mentális nyelv filozófiai fogalom, amely sok tekintetben vitatott tartalmú (hipotetikus), de a modern kognitív- és nyelvfilozófia egyik központi témáját adja. Mentális nyelven azt a gondolatszerű elemekből álló (vagyis mentális jellegű), beszéd és írás nélkül is létező, felfogható nyelvet (vagyis egymástól jól elkülönült jelekből álló jelrendszert) értjük, amelyen keresztül a világ jelenségeit leírjuk. A mentális nyelv a beszélt nyelv, illetve, általában, kommunikációra használt nyelv „fejben lezajlódó változata”.
A mentális nyelvre vonatkozóan számos hipotézis született, minthogy számos kérdés vethető fel vele kapcsolatban. Pl. mondatszerűen összetettek-e a mentális nyelv „közlései”, egységei? Van-e leírható szerkezete, és ha van, milyen? Mi a viszonya a mentális nyelvnek az írott és beszélt nyelvhez? Vannak-e minden emberben hasonló jellemzői a mentális nyelvnek, esetleg: velünk született-e (akár csak egy része vagy az alapjai)?

„A szavak másképpen csendülnek görögül, másképpen latinul, a fogalmak azonban sem nem görögök, sem nem latinok, sem nem tartoznak semmiféle nyelvhez.”

– Szent Ágoston, Vallomások

## A mentális nyelv fogalmának története

### Arisztotelész
Arisztotelész volt az első gondolkodó, aki a mentális nyelvre vonatkozóan maradandó és hosszú távon is (vitaalapként egészen máig) ható gondolatokat fogalmazott meg, mégpedig a Herméneutika c. írásában, annak is rögtön az első bekezdéseiben:
... Amik a beszédben elhangzanak, lelki tartalmak jelei, amiket pedig leírunk, a beszédben elhangzottak jelei. És mint ahogy nem mindenkinek az írása azonos, úgy a beszéde sem. Viszont a lelki tartalmak, melyeknek ezek közvetlenül jelei, mindenkinél ugyanazok; s azok a dolgok, amelyekről e tartalmak képet adnak, szintén ugyanazok.”
Ezen idézet szerint
1. az emberek által használt jelrendszerek, hármas hierarchiába foglalhatóak: elsődleges a mentális nyelv, erről ad képet a beszélt nyelv, erről pedig az írott nyelv. A „beszéd részei” a lélekben lévő lenyomatok jelei, és hasonló szignifikációs, jelölési jellegű viszony van a beszéd és az írás részei közt is.  Minthogy a jelölési viszony feltételezhetően tranzitív,[2] így egyben a mentális nyelv elemeinek is jelei az írás elemei. Tömören összefoglalva: a mentális nyelvnek szignifiációs elsődlegessége van a másik két nyelvformához képest.
2. Az írott és beszélt nyelv eltéréseket mutat emberenként, azaz gondolatainkat másként fejezzük ki, mint mások; a mentális nyelv ellenben univerzális (legalábbis relatív értelemben: a másik kettőnél valamiképpen sokkal inkább egyetemesebb): mindenkinél ugyanolyan módon működik.
3. Végül pedig, megjeleníti az idézet a korreszpondencializmus nevű álláspontot, mely szerint a mentális nyelv tükrözi a valóságot („azokat a dolgokat, melyekről e tartalmak” - ti. a nyelvi elemek - „képet adnak”), mégpedig szintén meglehetősen univerzális módon - illetve (ezt már explicite nem írja), a mentális nyelv nyilvánvalóan azért univerzális, mert a valóságot tükrözi (Hogy a lelki tartalmak is és a valóság dolgai is ugyanazok mindenkinél, azt nyilvánvalóan nem úgy kell érteni, hogy mindenkinek azonos az összes tudattartalma, helyzettől - időtől, helytől és állapottól - függetlenül, hanem úgy, hogy azonos valósághelyzet azonos tudattartalmakat eredményez, azaz a mentális nyelv működése mindenkinél nagyon hasonló.

### Boethius és Szent Ágoston képe a mentális nyelvről
A középkori skolasztika kicsit továbbfejlesztette Arisztotelész modelljét. Főleg az előző modellben leírt „szignifikációs” viszonyok között tettek fontos különbségtételt, nevezetesen: háromféle beszéd (oratio) van, mégpedig az írott - melyet látunk - , a kimondott (prolata) - melyet hallunk -  és a mentális (concepta) - mely utóbbi csak az elmében létezik. Fontos újítás viszont, hogy a dolgok és a fogalmak között természetes jelöltségi viszonyt feltételeztek, míg a fogalmak és szavak, illetve a szavak és írott alakjuk között konvencionálisat, megállapodáson alapulót. Utóbbi megkülönböztetésről Arisztotelész, legalábbis a Herméneutikában, nem ír, viszont ez a megkülönböztetés némileg magyarázza az arisztotelészi modell másodikként kiemelt megállapítását.
Ebből következően pl. a „természetes nyelv” kifejezést is egészen másképp értették, mint a modern filozófia. A természetes nyelv a skolasztikában nem a mesterséges nyelv párja, hanem a konvencionálisé. „A természetes nyelv a tudatok közös mélystruktúrája, a konvencionális nyelv (a mai értelemben véve természetes nyelvek) viszont bármely felszíni, azaz beszélt vagy írott nyelv, mint a latin vagy német”.

## Lásd még
- „A gondolat nyelve”
- Nativizmus